# الشقير (كعيدنة)

تعديل مصدري - تعديل

الشقير هي إحدى قرى عزلة بني نشر بمديرية كعيدنة التابعة لمحافظة حجة، بلغ تعداد سكانها 892 نسمة حسب تعداد اليمن لعام 2004.